# 알타나
알타나(Altana AG, ALTANA)는 베젤에 본사를 둔 독일 화학 회사이다. 이는 1977년 Varta Group에서 사업부를 분사한 결과로 설립되었다. 첫 번째 CEO는 Herbert Quandt였다.
이 그룹은 BYK(코팅 첨가제 및 도구), Eckart(금속 효과 안료 및 금속 인쇄 잉크), Elantas(전기 및 전자 산업용 절연 재료) 및 Actega(포장 산업용 코팅 및 실런트 화합물) 부문으로 구성된다.
알타나 그룹은 전 세계적으로 48개의 생산 시설과 63개의 서비스 및 연구 실험실을 보유하고 있다. 2022년에 약 7,000명의 직원을 보유한 이 회사는 30억 유로가 넘는 매출을 기록했다.